# Čubu
Čubu (japonsko chūbu-chihō 中部地方, dobesedno »srednji del«) je regija v srednjem delu japonskega otoka Honšu. Regija zajema devet prefektur: Aiči, Fukui, Gifu, Išikava, Nagano, Nigata, Šizuoka, Tojama in Jamanaši ter del obale Tihega Oceana na jugovzhodu in Japonskega morja na severozahodu. Regija se nahaja med regijama Kanto in Kansai.
Regija je znana po številnih gorskih letoviščih in gori Fudži, ki se nahaja med prefekturama Jamanaši in Šizuoka. Japonske Alpe delijo regijo na pacifiški del znan kot Omote-Nihon (japonsko 表日本), z veliko sonca pozimi, in na japonski del znan kot Ura-Nihon (japonsko 裏日本) s snežnimi, mrzlimi zimami.

## Podregije
Čubu je razdeljen na štiri glavne podregije: Tokai, Čukjo, centralno višavje in Hokuriku.